# 福井県道137号杣山城趾線
福井県道137号杣山城趾線（ふくいけんどう137ごう そまやまじょうしせん）は福井県南条郡南越前町内の国道と県道を結ぶ一般県道である。

## 路線概要
起点に観光地である杣山城跡があり、これと国道を繋ぐ役割を担う県道である。国道と駅を結ぶ県道ほどではないが非常に短い県道であり、接続する福井県道202号中小屋武生線の一部と間違われることも多い道である。

### 路線データ
- 起点：福井県南条郡南越前町阿久和
- 終点：同町鯖波

## 道路状況
全線片側一車線の確保された一般的な県道である。また全線3km程の短距離路線で、地域住民にも県道と認識されていない道である。杣山城跡は観光地とはいえ、町外の人間にはお世辞にも知名度の高い史跡とは呼べず、あまり集客力は無い。そのためこの道を利用する人は専ら地域住民か、接続する福井県道202号中小屋武生線の沿線にある花はす公園を目指す人がほとんどである。南越前町が今後、杣山城跡を観光地として宣伝していけば、名前通りの役割を担える可能性もあるが、現在のところほとんどそれは担えていない県道である。

## 接続路線
- 福井県道202号中小屋武生線（南越前町阿久和、起点）
- 国道305号（国道365号重複）（南越前町鯖波、終点）

## 沿線
- 杣山城跡